# Corema

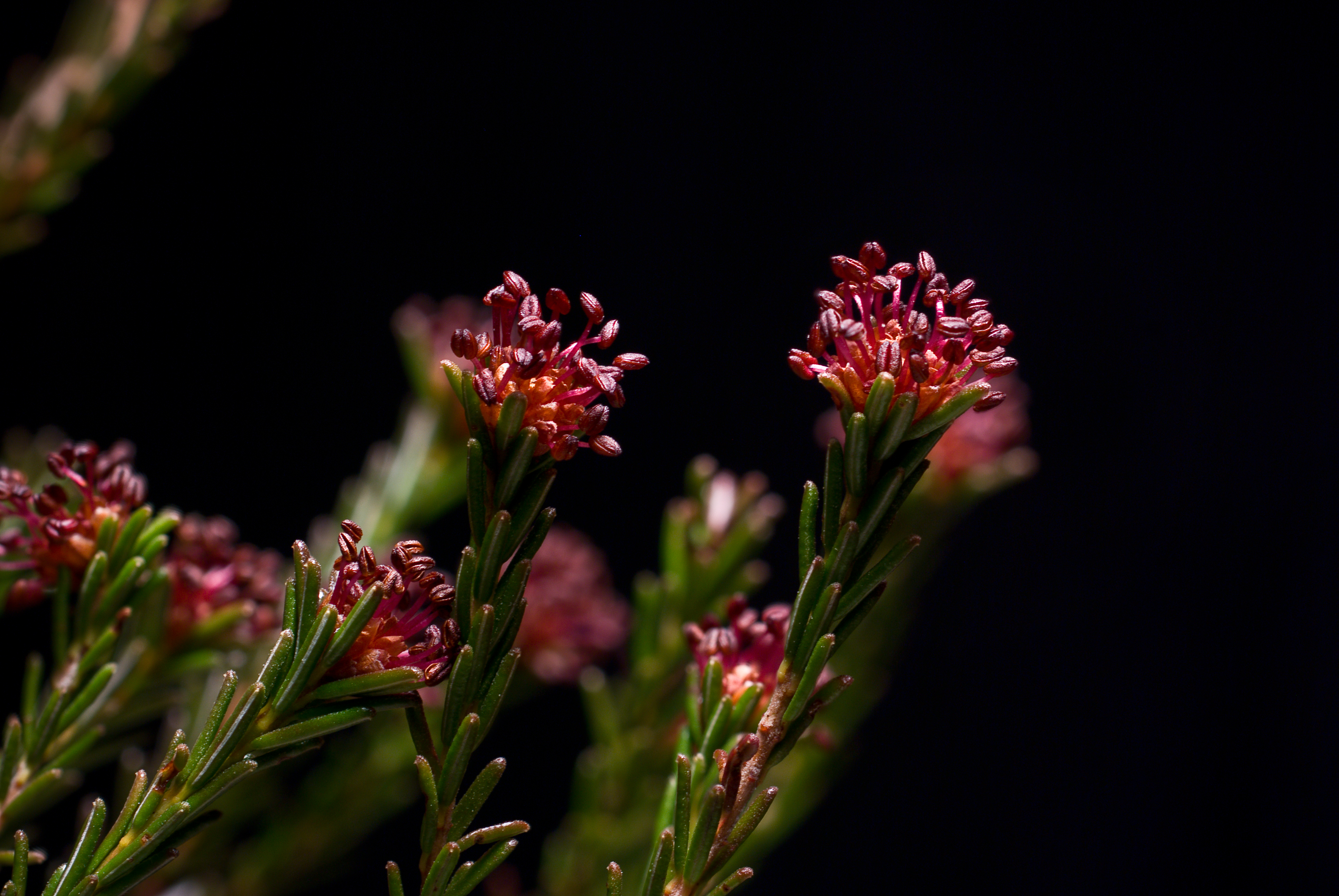
Fiori di Corema conradii

Corema è un genere della famiglia delle Ericaceae, comprendente 2 sole specie, entrambe decidue e a portamento arbustivo.

## Descrizione
Si tratta di arbusti dioici, densamente ramificati.
I fusti sono eretti e alti fino a 75(100) cm; i rametti sono verticillati, ± eretti, tomentosi e grigiastri. La corteccia è rugosa e piuttosto scura o grigiastra.
Le foglie sono alterne, revolute.
I fiori maschili sono piuttosto addensati e riuniti all'apice dei rami; quelli femminili sono invece solitari o in coppia. Presentano tre sepali e tre petali, che nei fiori maschili si presentano però molto ridotti o sono assenti. Tre stami, ovario triloculare; lo stilo è cilindrico; lo stigma è trifido.
Il frutto è una drupa, bianca o rosata. I semi hanno due facce piane e una convessa, quest'ultima rugosa.

## Tassonomia
Il genere fu descritto da (L.) D.Don ex Steud. e pubblicato sul Nomenclator Botanicus ed. 2, 1: 419 2: 63. 1840. La specie tipo è Corema album (L.) D.Don ex Steud. In alcuni testi il genere viene tuttora incluso nella famiglia delle Empetraceae. Si tratta comunque di un genere strettamente correlato con Empetrum, ed entrambi vengono attualmente inclusi nella sottofamiglia delle Ericoideae in base ai risultati di recenti studi fenologici e fitochimici.
Il genere comprende le seguenti specie
- Corema album (L.) D.Don
- Corema conradii (Torr.) Torr. ex Loudon